# Holocryphia eucalypti
Holocryphia eucalypti är en svampart som först beskrevs av M. Venter & M.J. Wingf., och fick sitt nu gällande namn av Gryzenh. & M.J. Wingf. 2006. Holocryphia eucalypti ingår i släktet Holocryphia och familjen Cryphonectriaceae.   Inga underarter finns listade i Catalogue of Life.